# Edifício Banco de São Paulo
O edifício do antigo Banco de São Paulo é um monumento tombado situado no Centro da cidade de São Paulo. Localizado na Praça Antônio Prado número 9 e na rua 15 de Novembro número 347, ele foi oficialmente tombado pelo CONDEPHAAT (Conselho de Defesa do Patrimônio Histórico, Arqueológico, Artístico e Turístico) em 2003 por sua importância histórica-arquitetônica para a cidade de São Paulo.
Construído entre os anos de 1935 e 1938, o conjunto foi projetado pelo arquiteto Álvaro de Arruda Botelho e abrigou o antigo Banco de São Paulo, fundado pela família Almeida Prado no final do século XIX. O edifício, composto por dois blocos interligados, é um dos maiores exemplares da arquitetura art déco da cidade de São Paulo, principalmente por características como seu desenho geométrico, uso do ferro e mármore e o piso de mosaico.
Em 1973, o Banco de São Paulo foi vendido para o Banespa (Banco do Estado de São Paulo) e tornou-se um patrimônio público. Desde então, ele é sede da Secretaria Estadual de Esportes, Lazer e Juventude do Estado de São Paulo.

## História
As origens do Banco de São Paulo datam o dia 5 de outubro 1889, data em que o imperador D. Pedro II e Visconde de Ouro Preto assinaram a autorização de funcionamento do primeiro banco de São Paulo. O banco teve capital inicial de dez mil contos de réis e funcionou como um banco emissor até 1892, quando uma nova política monetária foi implantada. Junto do Banco Comercial e do Banco Comind, o banco consolidou-se como uma das principais instituições financeiras do Brasil do início do século XX.
A partir de 1927, quanto Vicente de Paula de Almeida Prado assumiu a superintendência do Banco, a instituição apresentou crescimento exponencial: seu o capital saltou de 15 mil contos de réis em 1920 para 30 mil contos de réis em 1926, chegando a 50 mil em 1930. Vicente de Almeida Prado continuou na superintendência do banco até falecer, em 1954. Além de superintendente do Banco de São Paulo, ele também foi presidente do Banco do Brasil em 1931, durante o governo de Getúlio Vargas.
No mesmo ano da morte de Vicente, seu filho José Adhemar de Prado assumiu o cargo de superintendente. Em 1960, Nelson de Almeida Prado, irmão de José e também filho de Vicente, passou a ser parte da diretoria do Banco. Ambos não tiveram filhos, o que fez com que fossem os últimos da linha sucessória familiar. 
José e Nelson continuaram na diretoria do Banco até atingirem uma idade avançada, assumindo uma postura conservadora e impedindo que o Banco se adaptasse às modernizações do sistema bancário brasileiro. Isso fez com que o Banco de São Paulo fosse vendido para o Banespa (Banco do Estado de São Paulo) em 1973, por 200 milhões de cruzeiros.[carece de fontes?]

## Características Arquitetônicas
Projetado em 1935 pelo arquiteto Álvaro de Arruda Botelho a pedido da família Almeida Prado, o edifício do antigo Banco de São Paulo foi construído entre 1935 e 1938 pelas empresas Companhia Constructora Nacional S/A e Sociedade Constructora de Immoeis.

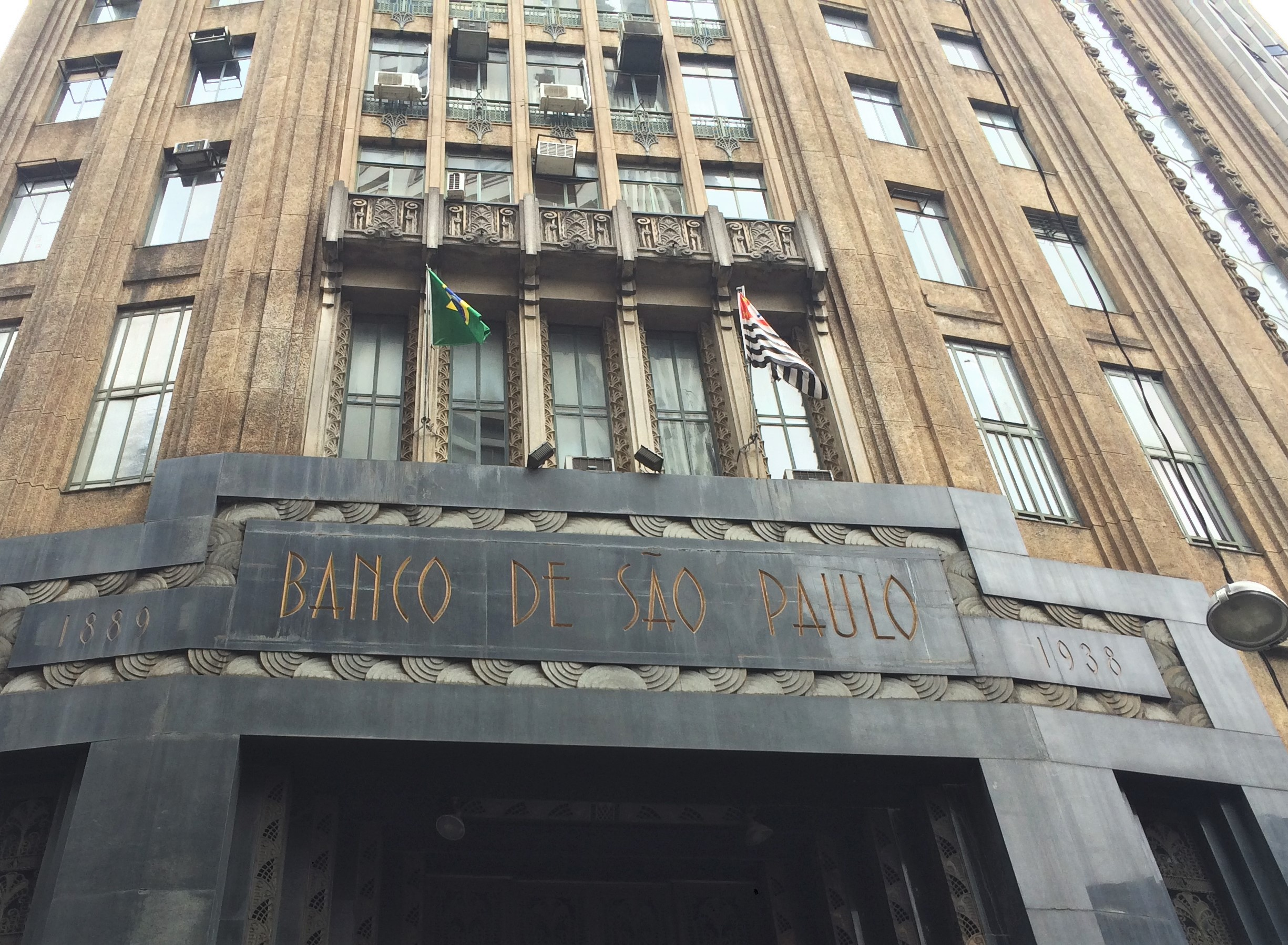
Fachada do Edifício.

Fazem parte do edifício dois blocos distintos e interligados, um voltado para a rua São Bento, nº 380, e outro para a Praça Antônio Prado, nº 9. O primeiro deles conta com 12 pavimentos, incluindo o térreo, e o segundo com 16 pavimentos, também contando o térreo. A metragem total dos dois prédios é de 13 mil metros quadrados construídos. Eles são interligados através de corredores de circulação ao redor do poço interno de ventilação dos prédios.
Os edifícios bancários da cidade de São Paulo construídos na época prezavam por uma arquitetura sóbria e clássica. A sede do Banco de São Paulo manteve essas características, mas dando-lhes um aspeto luxuoso e moderno; alguns dos materiais usados na construção do edifício são o mármore, granito, ferro, bronze, madeira ipê e cabreúva, entre outros, todos considerados materiais nobres - e fornecidos por empresas conceituadas, como o Liceu de Artes e Ofício, responsável pela decoração do interior do prédio e pelos arabescos de ferro e bronze.

## Significado Histórico e Cultural

### Exemplar do Art déco

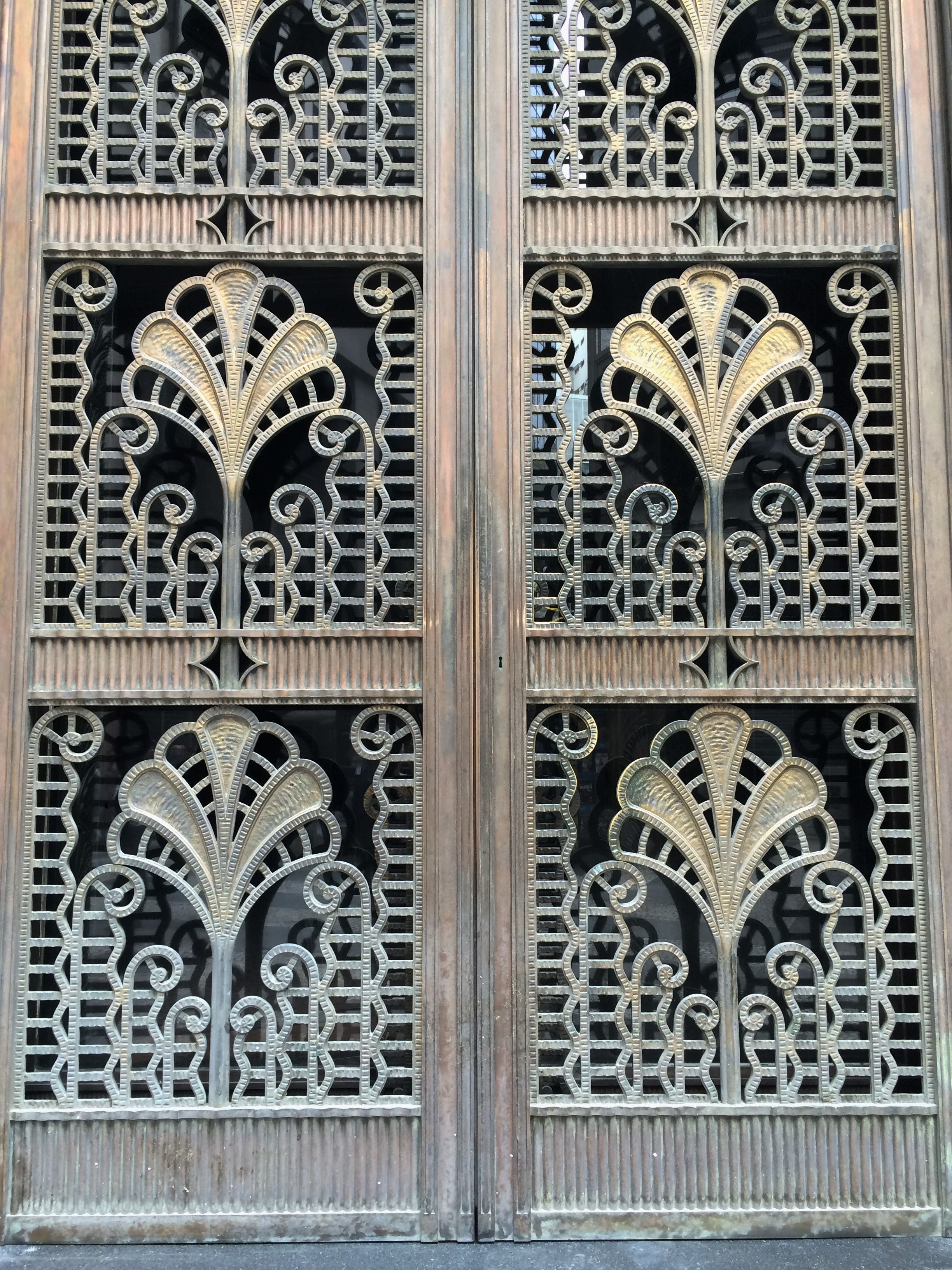
Detalhes dos desenhos em metal das portas principais do edifício.

A antiga sede do Banco é o edifício que melhor exempla o estilo arquitetônico Art déco. Além do edifício do Banco de São Paulo, somente outro prédio em São Paulo representa tão bem o estilo Art déco, o Bamerindus. Segundo as arquitetas Marta Rocha e Vani Canal: 
“A maioria dos edifícios desse estilo de São Paulo têm ornamentação austera, geralmente limitada à entrada. O prédio do Banco de São Paulo é exceção. Se a fachada ostenta rica ornamentação, seu interior se revela espetacular”.
Para o presidente da ONG Art Déco Brasil, Márcio Alves Roiter, o edifício é "o mais belo prédio no segmento de edifícios comerciais do período na América Latina".
Algumas das características do estilo Art déco, presentes no Edifício do Banco de São Paulo, são a simetria, distribuição regular dos corpos arquitetônicos, corpos laterais decompostos ortogonalmente, janelas geminadas, mansardas geometrizadas, presença de referências historicistas esquematizadas, baixos relevos decorativos, temas geométricos e florais simplificados.

### Tombamento
Em 24 de outubro de 1995, o arquiteto Dr. Carlos Augusto M. Faggin protocolou o estudo de tombamento do Edifício do Banco de São Paulo ao CONDEPHAAT (Conselho de Defesa do Patrimônio Histórico, Arqueológico, Artístico e Turístico), do qual era conselheiro, sob o processo nº 41.967/01. O processo foi aceito somente em junho de 2003, através da resolução nº 44, publicada no Diário Oficial do Estado do dia 7 de junho de 2003.

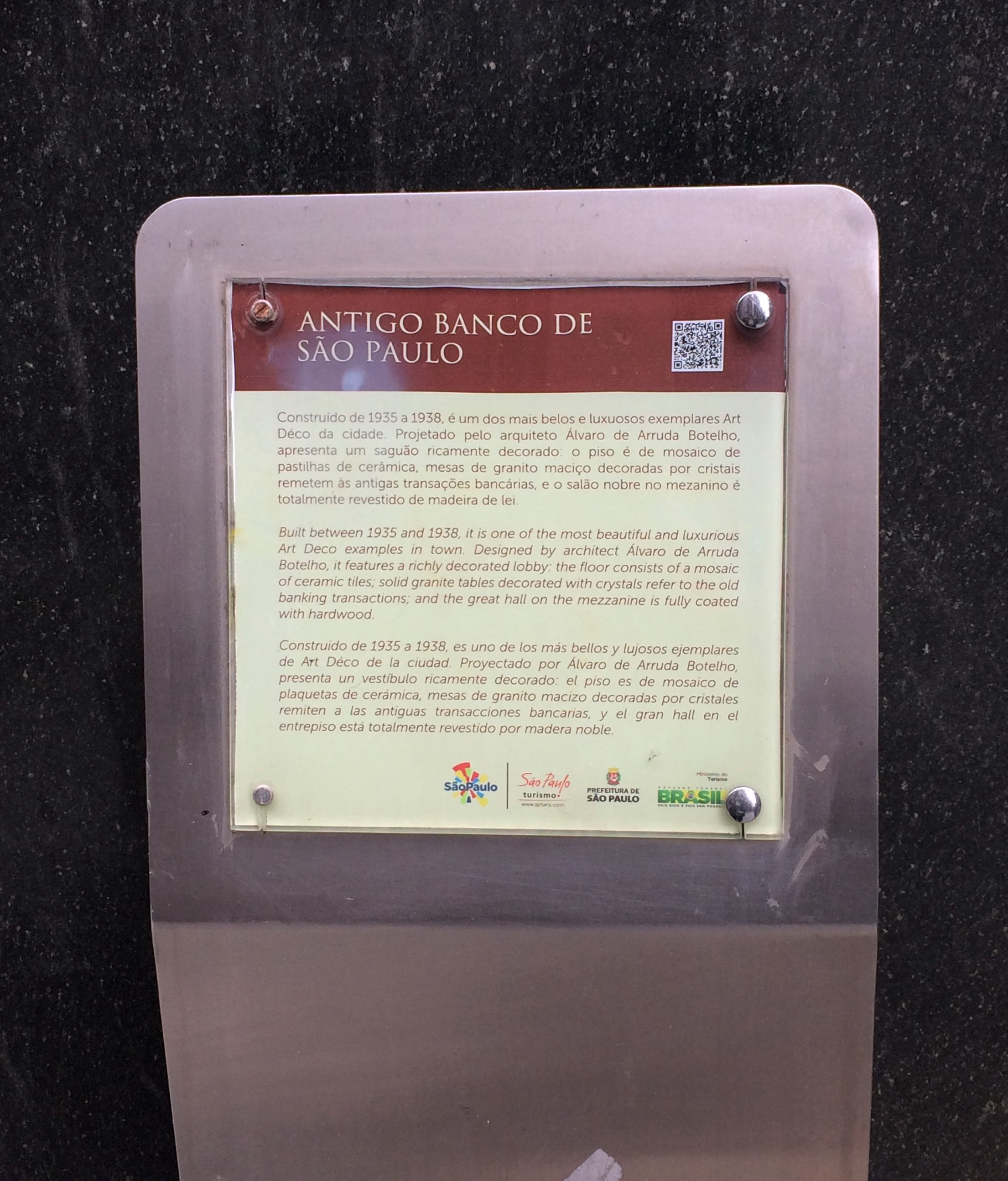
Inscrição que aponta a história do prédio.

O tombamento aplica-se, segundo a publicação no DOE:
"O presente tombamento aplica-se à edificação como um todo, incluindo os agenciamentos internos e elementos decorativos e artísticos aderentes: pisos, barramentos e portais em mármores, granitos, granilite e mosaico romano em grés; serralheria artística em ferro e bronze; bronzes artísticos; lustres e apliques em alabastro; luminárias originais; vidros, espelhos, cristais, e vitrais artísticos; esculturas do salão da agência bancária; revestimentos internos e externos em granilite e estuque e componentes mecânicos como elevadores, relógios e caixa-forte."
Os motivos para tombamento do edifício são, também de acordo com a publicação no DOE:
"Exemplar dos mais representativos da linguagem art déco na arquitetura paulistana da década de 1930, apresenta entre suas características principais, o emprego de materiais nobres, requinte nos acabamentos e fatura esmerada dos diversos elementos construtivos. O refinamento artístico alcançado pela obra, aliado ao apuro técnico do projeto arquitetônico, conferem ao edifício um caráter de excepcionalidade em relação ao conjunto de testemunhos dessa corrente existente no Estado de São Paulo. Por suas qualidades construtivas e presença marcante na paisagem construída da cidade, é referência obrigatória para todo estudioso do tema".
O CONPRESP, através da resolução nº 37 do dia 9 de dezembro de 2002, também tombou o edifício, além de inclui-lo no conjunto de bens culturais da cidade, a fim de criar uma zona especial de interesse de preservação. Outros 292 imóveis foram tombados través dessa resolução.

## Estado Atual
O prédio mantém-se conservado em seu estilo arquitetônico, mas sofreu algumas alterações em seu interior para abrigar a sede da Secretaria Estadual de Esporte, Lazer, Turismo e Juventude do Estado de São Paulo, que permanece no edifício até os dias de hoje. O salão principal do edifício, que era ocupado pela agência bancária do Banco de São Paulo, agora abriga o Espaço Turístico, onde são expostos artesanatos de diversos municípios paulistas; além disso, o cofre do banco, localizado em seu subsolo, transformou-se em um museu dedicado a Adoniran Barbosa.
A fachada do edifício não foi alterada e nem se encontra em processo de degradação.

## Galeria de Fotos

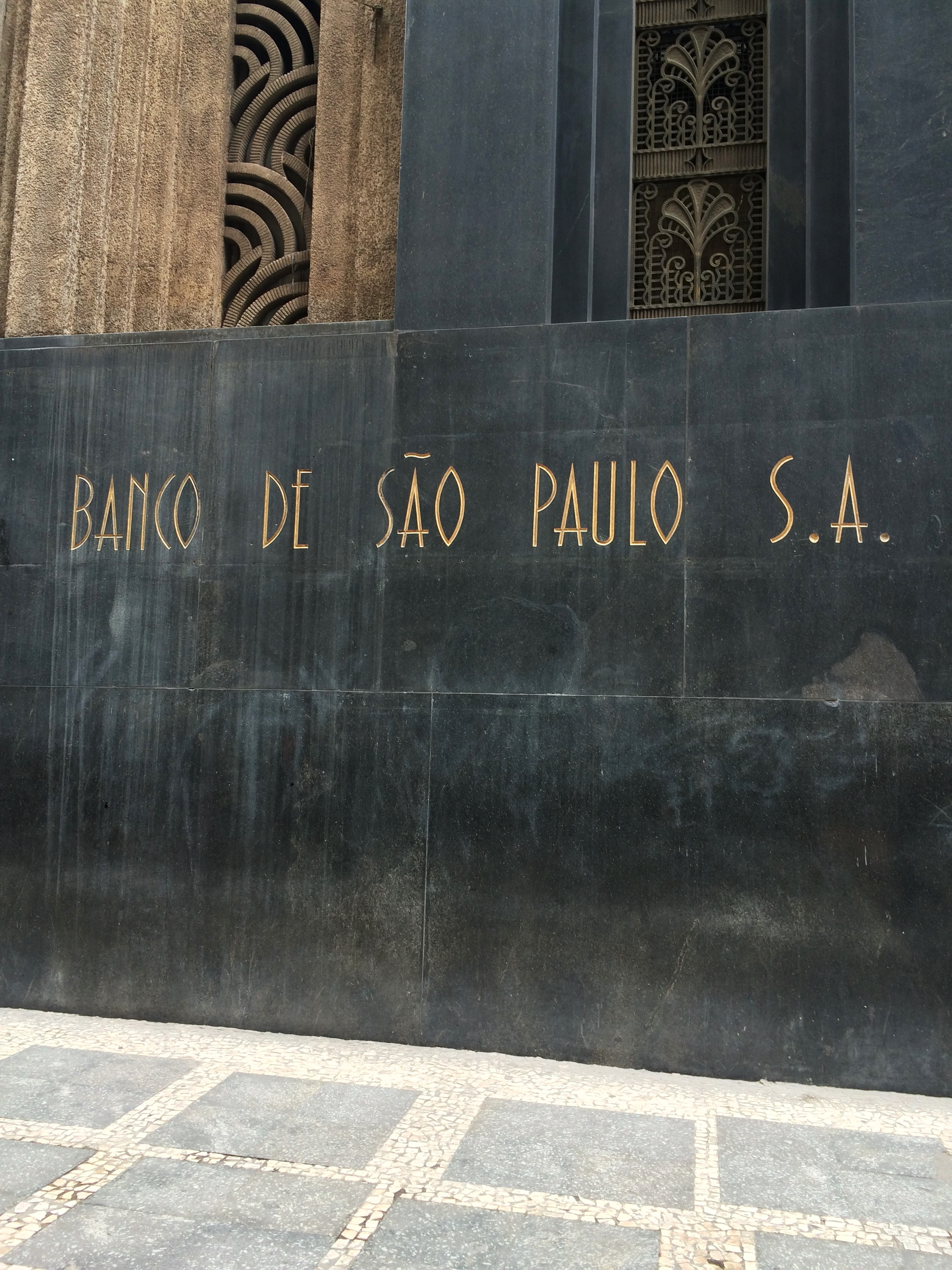
Grafia em mármore na parede lateral esquerda do edifício, que o nomeia como "Banco de São Paulo".
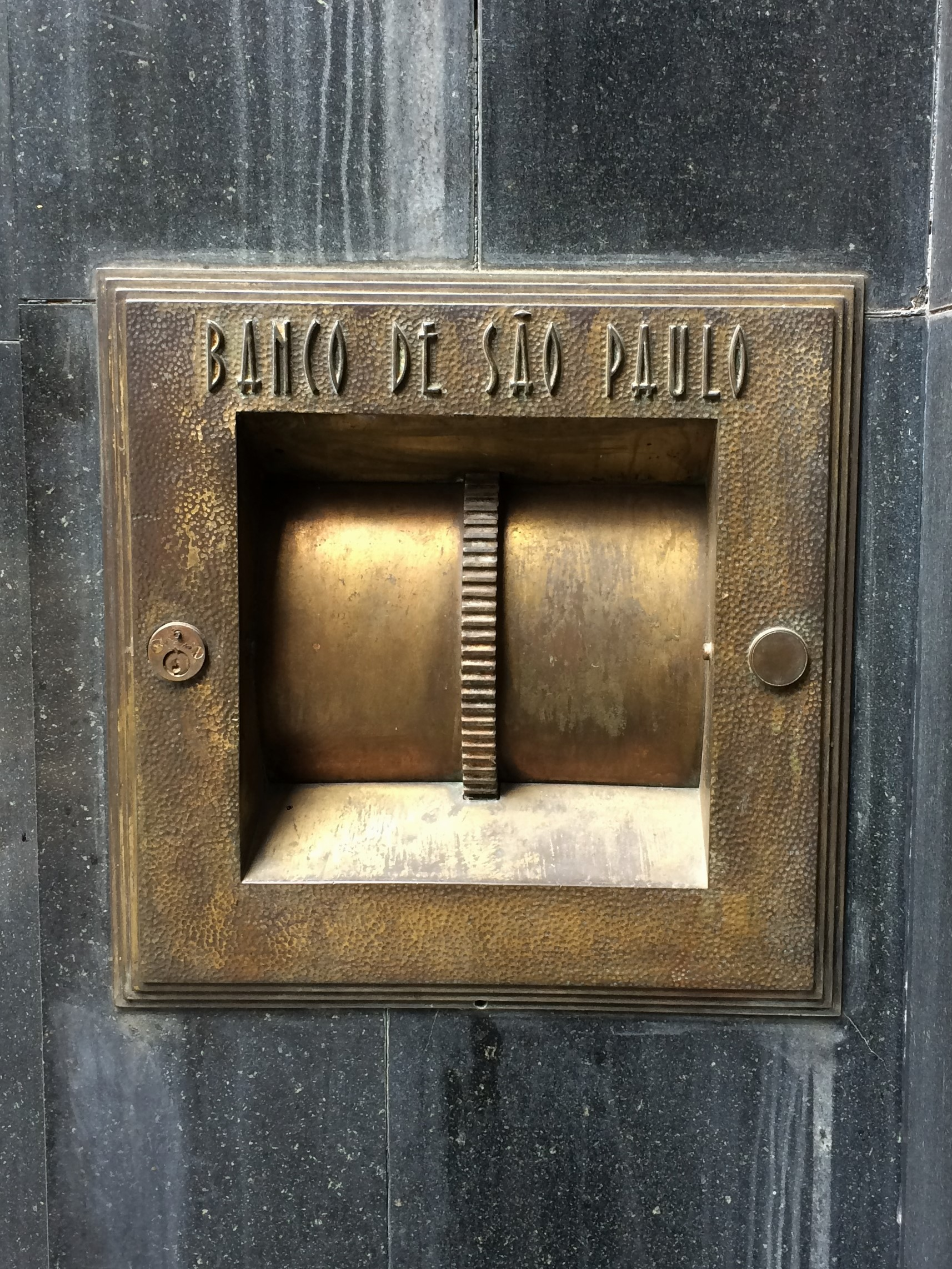
Detalhe de uma roleta bancária, semelhante a um caixa antigo, na parede da entrada do edifício.
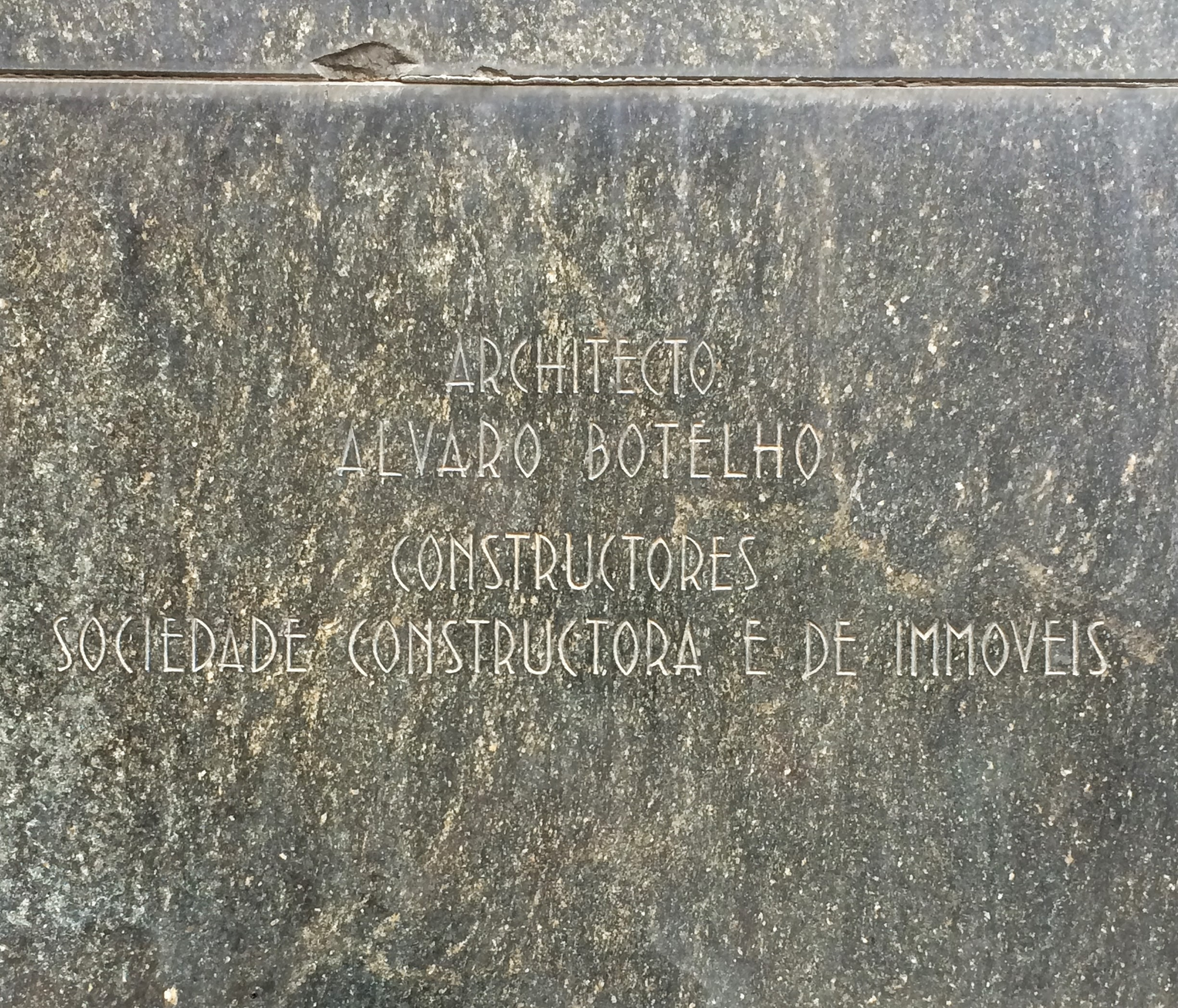
Grafia no mármore que nomeia Álvaro Botelho como arquiteto responsável pelo edifício e a Sociedade Constructora de Immóveis como a responsável por sua construção.
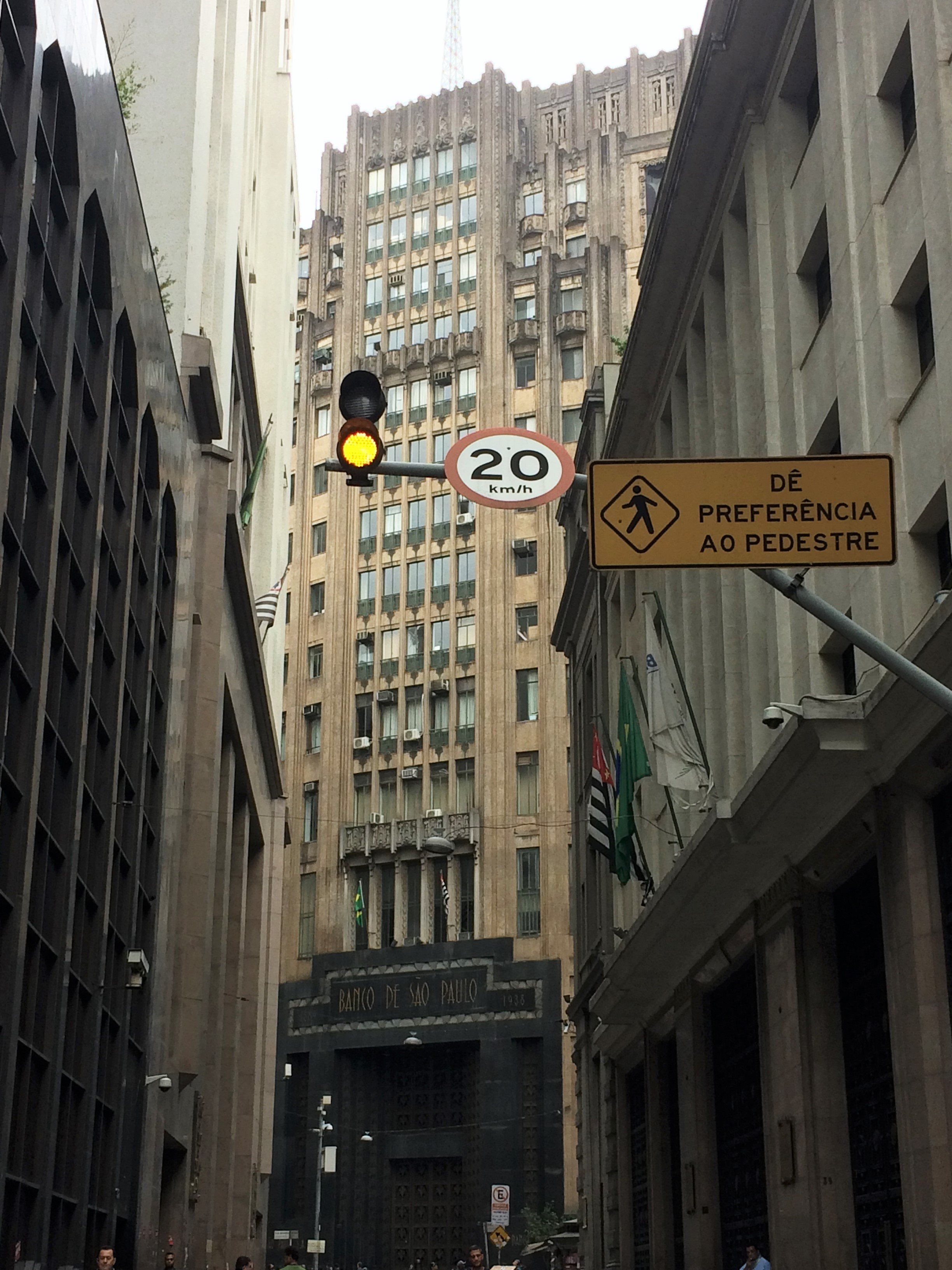
Vista do prédio da Rua João Brícola.
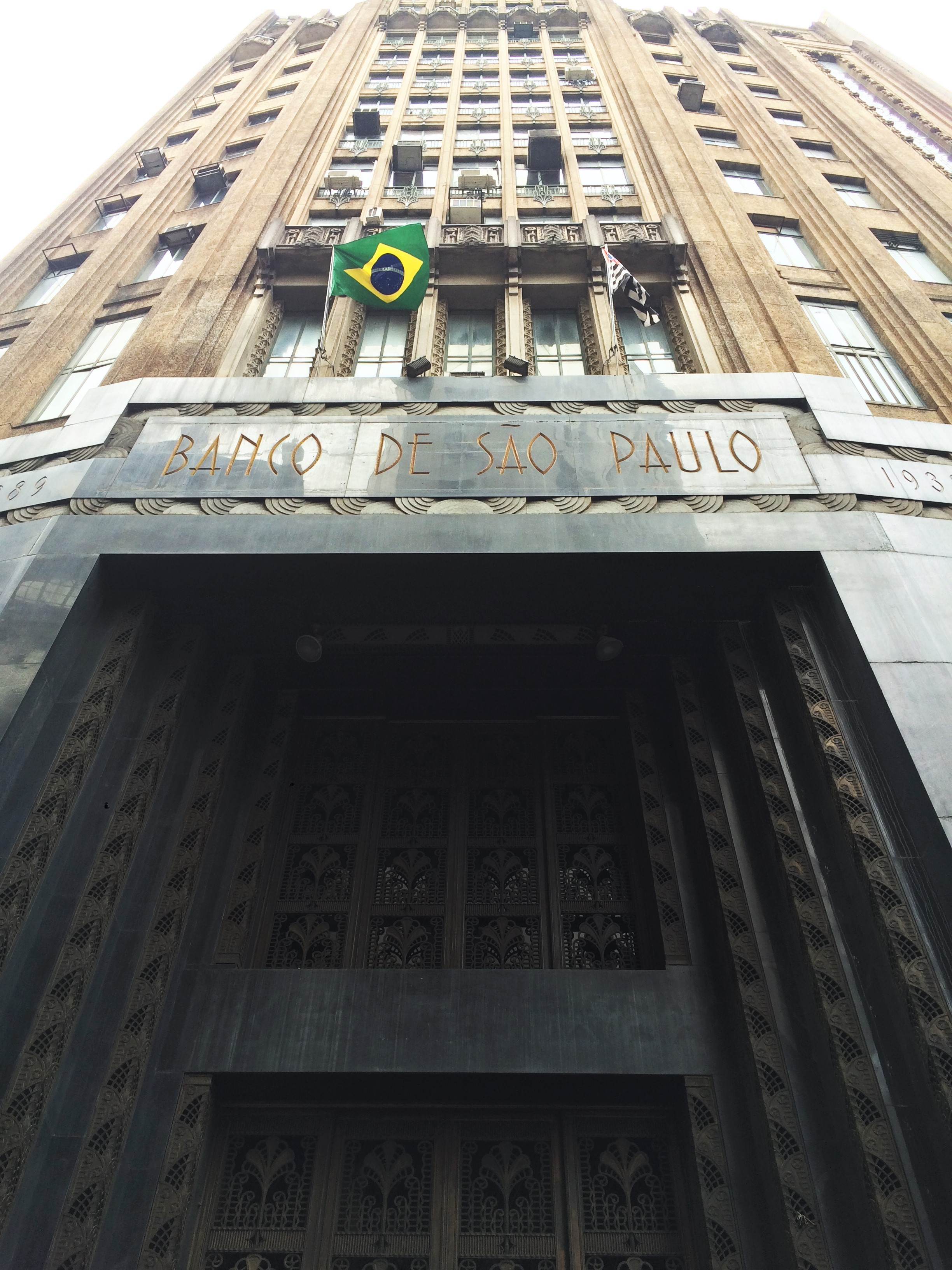
Vista do edifício de baixo para cima, com melhor visão da entrada principal e seus detalhes.
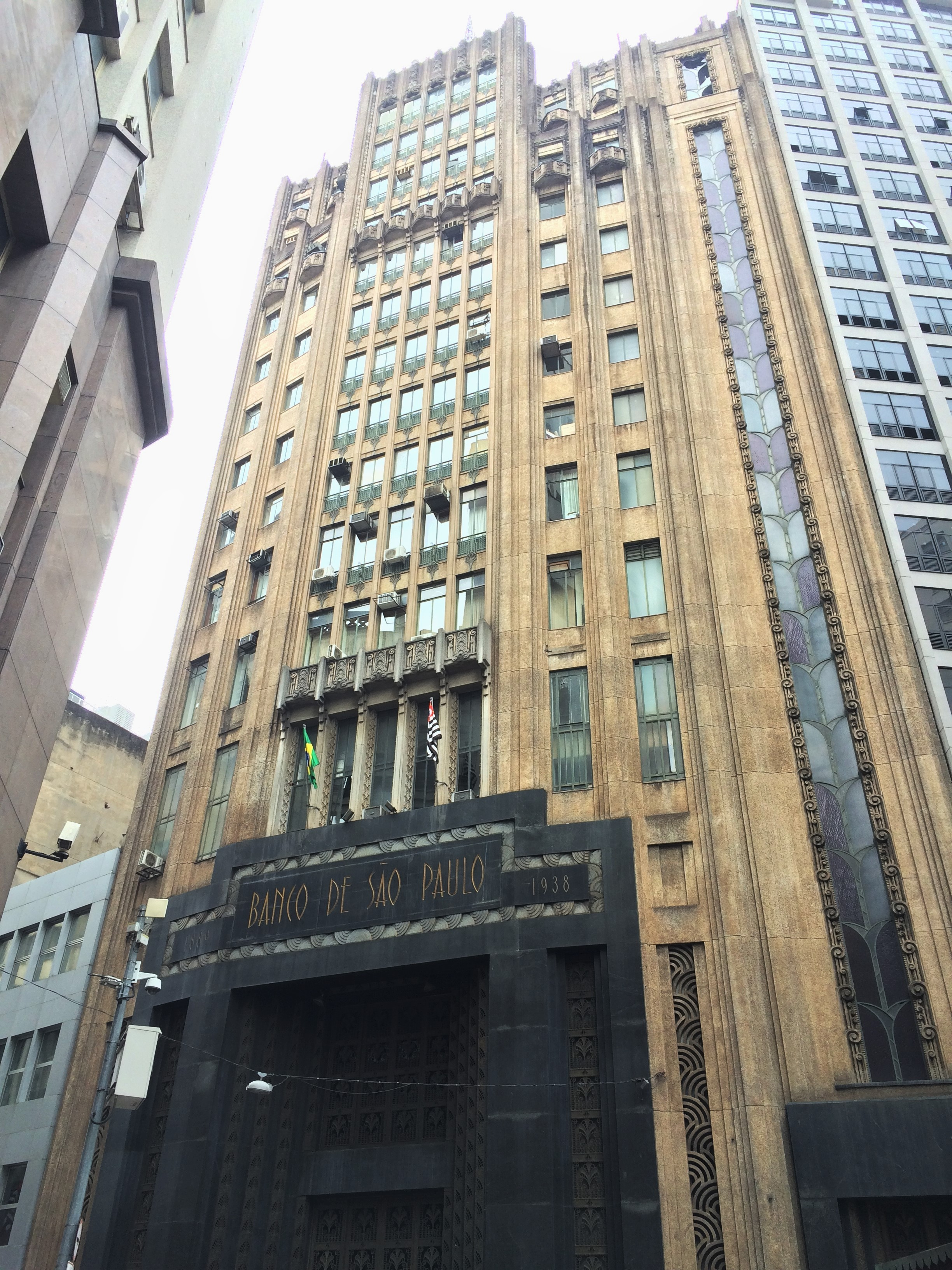
Vista frontal do edifício a partir da Rua 15 de novembro.

## Ligações exeternas
- Secretaria Estadual de Esporte, Lazer e Juventude